# Восковник
Воско́вник, воскоцве́тник, или воща́нка (лат. Cerínthe), — род двудольных цветковых растений, включённый в семейство Бурачниковые (Boraginaceae).

## Название
Научное название рода, Cerinthe, было перенято Карлом Линнеем в 1753 году у Ж. Питтона де Турнефора, в 1700 году впервые описавшего это растение. Названием cerintha в классической латыни именовалось некое привлекательное для пчёл растение.

## Ботаническое описание
Воскоцветники — однолетние, реже двулетние или многолетние травянистые растения. Листья расположенные на стебле очерёдно, почти голые, с обеих сторон голубовато-зелёного цвета.
Соцветие обычно сложное, прицветники заметные, красноватые. Цветок с красным или жёлтым венчиком из 5 сросшихся лепестков. Чашечка также пятидольчатая.
Плоды — орешки, сросшиеся по два.

## Ареал
Представители рода распространены в Средиземноморском регионе и в Средней Азии.

## Таксономия
|  |                                      |  |                                                     |                                                     |                           |  | ещё 5 подсемейств |               |               |         |
|  |                                      |  |                                                     |                                                     |                           |  |                   |               |               | 6 видов |
|  |                                      |  |                                                     | семейство Бурачниковые, не включённое в порядок     |                           |  |                   |               | род Восковник |         |
|  |                                      |  |                                                     | семейство Бурачниковые, не включённое в порядок     |                           |  |                   |               | род Восковник |         |
|  | отдел Цветковые, или Покрытосеменные |  |                                                     |                                                     | подсемейство Бурачниковые |  |                   |               |               |         |
|  | отдел Цветковые, или Покрытосеменные |  |                                                     |                                                     |                           |  |                   |               |               |         |
|  |                                      |  | 59 порядков цветковых растений (по Системе APG III) | 59 порядков цветковых растений (по Системе APG III) |                           |  |                   | ещё 110 родов | ещё 110 родов |         |
|  |                                      |  |                                                     | 59 порядков цветковых растений (по Системе APG III) |                           |  |                   |               | ещё 110 родов |         |

### Виды
- Cerinthe glabra Mill., 1768 — Восковник голый
- Cerinthe major L., 1753 — Восковник большой
- Cerinthe minor L., 1753 — Восковник малый
- Cerinthe palaestina Eig & Sam., 1943
- Cerinthe retorta Sibth. & Sm., 1806
- Cerinthe tristis Teyber, 1914